# スーパーナチュラル
『スーパーナチュラル』（英: Supernatural）は、アメリカ合衆国 The CW 系列で放送されていたテレビドラマ。ディーンとサムのウィンチェスター兄弟がアメリカ合衆国各地を旅しつつ、超自然的（超常的）存在（悪霊、悪魔、怪物など）を狩るといった内容のアクション・ホラー・サスペンスである。

## 概要
2005年9月13日にアメリカのThe WB系列で放送開始。2006年9月開始のシーズン2からはネットワーク再編によってThe CW系列に引き継がれた。シリーズ初の全23話となったシーズン7が2012年5月18日に終了し、シーズン8が同10月3日より放送開始となった。（日本での状況については後述。）
ジャンルはアクション・ホラー・サスペンス。基本的には1話完結のオムニバスで、全体的にロードムービー仕立て。サムとディーンのウィンチェスター兄弟がアメリカ各地をまわり、霊や怪物などの超常的な存在を退治していくという物語だが、その一方で、2人の主人公の過去や宿命にまつわる連続ドラマ的なストーリーも同時に展開する。
製作総指揮はエリック・クリプキ、マックG、ロバート・シンガー、デヴィッド・ナッター、キム・マナーズ、セラ・ギャンブル。
撮影はカナダのバンクーバー地域で行われている。
題材となるのは民間伝承や都市伝説が多い。エリック・クリプキによると、番組の雰囲気に関しては西部劇から着想を得ており、各話ごとのシチュエーションも西部劇を意識した作りになっている。
主演はジャレッド・パダレッキ（サム・ウィンチェスター役）とジェンセン・アクレス（ディーン・ウィンチェスター役）。レギュラー・キャラクターはこの2人のみだが、彼らの父ジョン・ウィンチェスター、ベテラン・ハンターのボビー・シンガーら、バラエティに富んだ準レギュラーたちが代わる代わる登場する。
なお、クリプキは当初、3シーズン構想で番組の製作にあたっていたが、構想を拡張して5シーズン構想で製作にあたっているとシーズン2の中盤が放送されている2007年2月のインタビューで明らかにしている。
シーズン3が製作・放送されている2007年11月、2007年-2008年全米脚本家組合ストライキがおき、その影響で多くの番組の収録が中止されるなか、スーパーナチュラルも同様に影響は避けられずに撮影がストップしたため、既に撮影済みであった第12話までで放送は一旦休止を余儀なくされた。（その際に、元々第12話であった「Mystery Spot（火曜日のデ・ジャヴ）」を第11話へ、第11話であった「Jus In Bello（新たなる先導者）」を第12話へと放送順を入れ替えている） 2008年2月12日のストライキ終結後、新たに4話が製作・放送された。シーズン3は元々全22話製作される予定であったが、このストライキの影響により全16話となった。クリプキによると、ストライキ前に考えていたオリジナルのストーリーラインでは、シーズン3のフィナーレ前にサムがディーンを救う予定であったが、製作話数が減ったことにより十分に描く時間がなかったため、ストーリーラインを変更したことを後に明かしている。
シーズン5 第14話放送後の2010年2月にシーズン6の製作決定が発表されると、クリプキは「自分は製作スタッフとしては残るが、ショーランナーとしての役割はセラ・ギャンブルに譲る」と表明した。（ストーリーもシーズン5で完結したため、シーズン6からは新展開となっている） その後、セラ・ギャンブルは新企画に専念するためシーズン7限りで降板し、本作の脚本・製作陣から一時退いていたジェレミー・カーヴァーがロバート・シンガーと共同ショーランナーを務めることになった。
ディーン役のジェンセン・アクレスは、シーズン6の第4話「Weekend at Bobby's（危険な週末）」およびシーズン7の第3話「The Girl Next Door」で監督を務めた。また、シーズン8用に最初に撮影されたエピソード（放送順としては第3話）「Heartache」の監督も務めた。
また、本作のシーズン1から美術監督を務めているJerry Wanekも、シーズン7の第13話「The Slice Girls」で監督デビューした。
アメリカ本国では、小説版、若き日のジョン・ウィンチェスターの活躍を描いた前日譚コミック『Supernatural: Origins』、ガイドブック（『The "Supernatural" Book of Monsters, Spirits, Demons and Ghouls』、『John Winchester's Journal』、『Bobby Singer's Guide to Hunting』など）、公式雑誌、トレーディング・カードも発売されている。
また、ゴーストフェイサーズの公式サイトも存在した。
なお、本作のシーズン3の頃、サミュエル・コルトを主人公にしたスピンオフ・シリーズの企画が持ち上がったが、未だ実現していない。
2013年に放送された第9シーズン「Bloodlines,」はスピンオフ Supernatural: Bloodlinesのバックドア・パイロットとして制作されたが、テレビシリーズ化されることはなかった。
北米盤DVDおよびBlu-rayは、シーズン7ボックスが2012年9月18日に発売された。同シーズン6ボックスには、アニメ版（#アニメーション）の第21・22話が特典映像として収録されている。北米盤ボックスの場合、販売店によっては初回盤限定の付録があることがある。
日本では、2007年4月25日から日本テレビ系で、2007年7月18日からはSuper! drama TV（2007年8月1日〜「スーパー!ドラマTV」にチャンネル名変更）でも放送開始となった（リピート放送含む）。テレビ放送に先がけ、2006年12月25日、ワーナー・ホーム・ビデオより第22話までがレンタルされた。シーズン1と2ではディーンの声は井上聡、サムの声は成宮寛貴がそれぞれ担当したが、評判が悪く、シーズン3以降は、ディーンは東地宏樹、サムは内田夕夜に変更された。シーズン1&2のBlu-ray版では既存の吹き替えに加え、東地・内田による新録版も収録された。また、2007年8月10日にシーズン2の第1〜3話のセルDVDが発売になり、同時に第1～7話までのレンタルも開始された。さらに、2010年10月20日にはシーズン5のDVDおよびBlu-rayがリリースされ、2011年1月4日からはBS11デジタルにてシーズン1（字幕）が放送開始し、シーズン5まで放送されている（2013年1月3日現在）。小説版もシーズン1の分のみ発売されている。2011年4月14日からフジテレビ系で「SUPERNATURAL」と英語表記で放送がスタートした。二ヶ国語放送で、吹き替え版は東地宏樹&内田夕夜バージョンで放送している。
さらに、日本人スタッフによるアニメ『SUPERNATURAL: THE ANIMATION』も製作され、東地・内田コンビが声をあてている。
2011年8月29日、東京都のスペースFS汐留にて中村獅童をゲストにシーズン6スタートによる試写会が行われた。
2012年1月11日、第38回ピープルズ・チョイス・アワードにてTVドラマの作品賞、SF・ファンタジー・ドラマ賞を受賞した。
シーズン8は、新アクション番組『ARROW/アロー』とカップリングさせるため、水曜21:00枠に移動し、2012年10月3日から2013年5月15日まで放送された。本作は過去に、火曜から木曜、そして金曜に移動していた。一般的に、いったん金曜に移動になった番組はそのまま打ち切られると言われているが、本作は珍しく、ミッドウィークに返り咲いたことになる。
『ARROW/アロー』と組み合わされてから視聴率が上昇し、2013年2月にシーズン9の継続放送が早期発表された。
シーズン9は、新番組『The Originals』とのカップリングとなる火曜21:00枠において、2013年秋に放送開始である。
主役二人はシーズン13まで出演する契約更新を行っており2016年秋からはシーズン12の放送が開始された。
配信サイトではhuluがシーズン1〜シーズン14まで配信している。
2019年3月には2019年～2020年にかけて放送予定のシーズン15（全20話）をもって放送終了することが明らかになった。
シーズン15放送中の2020年3月23日、新型コロナウイルスの感染拡大による製作中断を受け、この日に放送された第13話をもって放送自体を休止することが明らかにされた。

## あらすじ
1983年11月2日アメリカカンザス州ローレンス、ウィンチェスター家の皆は今夜も何事もなく朝を迎えるはずだった。その夜、メアリー・ウィンチェスターはふと目を覚まし、生後6か月の生まれて間もない息子サムが寝ている子供部屋へ向かう、そこには、寝ているサムの前に父親であるジョンらしき男の人影が見えた。メアリーは状況を納得し部屋を去る。しかし、去り際別の部屋でテレビの前にいる夫の姿を確認する。じゃあ、さっきサムの前にいたのは…メアリーは急いでサムのもとへ駆けつける……
妻の悲鳴を聞いたジョンは子供部屋へと駆け込んだ。しかしそこに彼女の姿はなく、サムがベッドの上で無邪気な笑みを浮かべているだけだった。彼がサムを抱き上げようとした時、上から黒い液体が落ちてくる。そして、それが血であることに気付き、驚いたジョンは上を見上げる。そこには、腹から血を流し天井に磔にされている妻がいた。さらには突如として炎が噴出し、一気にその場は火の海となってしまう。
サムをもう一人の息子であり彼の兄であるディーンに預けたジョン。そして三人はなんとか燃え盛る家から脱出した。ジョンは妻を失ったことで悲しみに暮れる。そして、メアリーを殺したのが超常的なものだと知った彼らは魔物や妖怪を狩る「ハンター」になる。
22年後、ディーンの前から突如として父ジョンが姿を消したため、彼は悪霊や妖怪を狩る生活に疑問を抱き離れて大学生活を送っていた弟サムを「狩り」に連れ戻しに現れる。

## 登場人物
ディーン・ウィンチェスター（Dean Winchester）
演：ジェンセン・アクレス
ウィンチェスター家の長男。
魔物や妖怪などを退治するハンター。幼少より父からハンターとしての訓練を受けており、銃器の扱いなどに長け肉弾戦も常人より遥かに強い。
性格は女好きで弟サムに対して悪戯を仕掛けたりするなど軟派に見えるが、根は正義感溢れる熱血漢である。幼い頃、母メアリーが死亡した際に父ジョンから「弟を護れ」と言われたことに強く影響されており、弟に対しての責任感が強く家族間の信頼関係を最も重要視している。愛車は、1967年モデルのシボレー・インパラ。
サム・ウィンチェスター（Sam Winchester）
演：ジャレッド・パダレッキ
ディーンの4歳年下の弟。
兄ディーンとは対照的な、真面目で博識かつ常識人。父や兄と一緒にハンター家業をしていたが、その生活に疑問を抱き「普通」の学生生活を送るようになっていた。恋人ジェシカが悪魔に殺されたのがキッカケで、ハンター生活に戻る。
兄同様、幼少からハンターとしての訓練を受けていることから肉弾戦も強く、超常的存在に対しての知識なども豊富。
カスティエル（キャス）（Castiel）
演：ミーシャ・コリンズ
天国から追い出された天使。他の天使からは邪魔物扱いとされるが、ウィンチェスター兄弟達の狩りをたまに手伝う。天使に殺されたりして度々死ぬが、すぐに生き返ることが多い。

## 超自然的存在
本作の世界では天使や悪魔、魔物や妖怪など超自然の存在が登場する。多くは人間社会に溶け込むためか、人間の姿をしていることが多く、いわゆるモンスター映画のような怪物は少ない。
悪魔（demon）
全編に渡って登場。ウィンチェスター兄弟の宿敵。
魔王ルシファーの手によって生み出された闇の住人。
シーズン3で悪魔は人間が地獄で受けた責苦により、自分が人間であったことを忘れてしまった存在だとルビーにより明らかに。容姿は中世の絵画にでてくるようなものではなく、黒い煙のような姿ではっきりとしたものではない。彼らは直接的には人間たちに干渉できないため人間に憑依する。クリスト（ラテン語の「キリスト」）という言葉にも反応を示し、聖水などの祝福を受けたものに触れると火傷を負う。
本作品では、黄色い目の悪魔、黒い目の悪魔、赤い目の悪魔、白い目の悪魔が登場する。役割が決まっており、黒い目の悪魔は格下と思われる。悪魔の軍団を率いるリーダーにするためにサムを含めた超能力者を誕生させる悪魔がいたり、自らが軍団のリーダーに名乗りをあげサム抹殺を図る悪魔、逆に地獄に堕ちて悪魔になっても人間だった頃の記憶が残っているがゆえにウィンチェスター兄弟に協力する悪魔もいるなど様々である。ただし、ディーン達に協力した悪魔（ルビー）は実は魔王復活のために協力しているかのように見せかけただけであり、その真の目的を達成するために他の悪魔を欺くことさえ厭わない。
悪魔を倒すことは、後述のコルトなど一部の例外を除いて不可能だが、憑依された人間から祓い地獄に送り返すことはできる。そのためには憑依された者を押さえつけ、ひたすら福音を唱え続けなければならない。また、悪魔を祓うことが出来ても、悪魔が肉体を酷使していた場合は悪魔祓いされたものは死んでしまう。
シーズン6では悪霊と同じように人間時の骨を燃やすことでも殺せることが明らかになる。これらの特徴と上記の誕生経緯などは本作の悪霊に通じるものがある。
天使（angel）
シーズン4エピソード1から登場。
地獄に落ちたディーンを生き返らせ、たびたびディーンの前に姿を現す。サムが危険な道に進んでいるのを食い止めるようディーンに命令する。人間に憑依し肉体を酷使しているが、傷付くたびに肉体を修復しているため、人間に憑依している間に殺されるということがない限り天使が人間から離れてもその人間が死ぬことはない。
人に対し慈愛を持つと天使が信じられているのは人間が作った概念に過ぎず、ザカリアや神を裏切ったウリエルなどがおり、他の天使も「慈愛」などは持ち合わせていない。また超常的な力（瞬間移動や念動力など）を省いた身体能力も、普通の人間よりはるかに高い。それは徒手格闘においてアンナがディーンや若かりしジョンを圧倒するほどである。
悪魔を遥かにしのぐ能力を有するが、アラステアなどの中堅悪魔に対しては苦戦を強いられることもある。
大天使（archangel）
通常の天使とは一線を画す高位の天使。
その力も絶大で天使たちからも畏怖されている。
神に最も近い存在とされており、現在作中で確認されているのはミカエル、ガブリエル、ラファエルの三体のみである。ルシファーも元は大天使だった。
キューピッド（cupid）
下位の天使で、階級はケルビム。
神話にあるような幼い子供の姿ではなく、パンツ一枚の太った中年男性。性格は無邪気な子供で、ハグしたがる（ただ、その見た目のため、ディーンやサムといった人間はおろか、仲間である天使たちからも、ハグは嫌がられている）。
男女の仲を取り持ち、双方にエノク語を刻む（天の命令で行動しており、全ての人間の仲を取り持っているわけではない）。
ジョンとメアリーも天の命令に従った彼らの手によって愛し合うようになった。

アルファ (Alpha)
ヴァンパイアやゾンビ、人狼、鬼など、それら怪物の始祖。
マザー（イブ）によって人間よりはるか以前に生み出された。
天界に身を置く天使と神、そして神によって創造された人間たち、そしてそれらと対をなす地獄を発祥とするルシファー及び悪魔たちとも根本的に異なる存在とされており多くが謎に包まれている。
並の魔物の退治法は通用せず非常に強力な力を持っている。その存在からクラウリーが煉獄への行き先を知っているとして、小者をさらってはアルファの居所を吐かせようとしていた。
シーズン6において初めてその存在が言及された。
悪霊 (vengeful spirit)
全編に渡って登場。ウィンチェスター兄弟の主な敵。
この世に未練を残した人間の霊魂は、時として生きている人間に牙を剥く。方法はさまざまだが、自分が死んだ、または殺された方法で襲う場合が多い。また、念力のような力で物や人間を吹き飛ばすことも可能。
塩や錬鉄に弱く、塩で境界線を引くとその向こう側には入ってこれなくなる。あくまでも動きを封じるだけに過ぎないが、塩をかけたり鉄製の道具で殴ることで一時的に撃退することも可能。作中ではこの性質を利用し、弾丸に岩塩を仕込んだショットガンで対抗することが多い。
浄化するにはその悪霊の者の墓を暴き遺体に塩をまいて再び焼くか、悪霊の思念が乗り移った道具を焼く必要がある。
また、教会などの聖なる場所には近づけず、入り込むと消滅することもある。
霊 (spirit)
全編に渡って登場。
上記「悪霊」とは違い「悪」の属性を持たない霊。地縛霊、浮遊霊など。
魔物（monster）

ウェンディゴ（Wendigo）
妖怪。
カナダなどの寒冷な地方の山中に棲んでいるとされているが、本作ではアメリカの北部の森林に生息していた。インディアンの間に伝わる妖怪で、もともとは人間であったが、餓えのあまりに人肉を食らったために、霊的な力が備わり怪物となった。身の丈は2mぐらいの大男である。両手に5本の鉤爪を持ち、動きが素早く、人間の声を真似る。
銃や刃物などの武器は効かず、倒すには燃やすしかない。
シェイプシフター（shapeshifter）
妖怪。
いろいろな人間に姿を変えることが出来る能力を持ち、他者に成りすまして強盗や殺人などを繰り返す。対象者の記憶も盗み見てしまうため、本物との判別は非常に難しいが、カメラや光に反射して瞳が発光するという特徴がある他、弱点の銀で出来た物に触れさせる等で見分けることは可能。作中では何体ものシェイプシフターが登場し、時にはディーンに化けて本人に殺人の濡れ衣を着せたり、あえて死体に変身することで本物を殺させようとするなど、総じて狡猾な性格で状況を引っ掻き回す。中には、吸血鬼や狼男といった映画のモンスターに変身する変わり種もいる。
別の姿に変身する際には脱皮するので、脱皮した場所にその皮が落ちている。退治する方法は心臓に銀のナイフや銀の弾丸を撃ち込むこと。
また、シーズン4では「父親に殺されそうになった」などと証言するものがおり、シーズン10には人間とシフターの間に生まれた個体が登場するなど、誕生に人間と関係があるような描写がある。嗜好も人間のそれに近しいところがあるような描かれ方もしている。
彼らのアルファは非常に強力で、銀が一切通用せず一瞬にして服装を含め対象者に変化できる能力に加え、象捕獲用の麻酔弾でも怯まないタフさを持っている。
ヴァーナー（vanir）
異教の神。
不気味なかかしの姿をしている。土地繁栄の北欧の神で、男女の生贄を捧げることでそこに住む住人たちはその土地を潤していた。ヴァーナーは手についている鉤爪で生贄を殺して、生贄を自分の体に取り込む。
退治する方法は、ヴァーナーのエネルギーの源である聖なる木を燃やすこと。
死神（reaper）
死を司る神。
絵画で描かれているような鎌を持った姿ではなく、スーツを着た不気味な老人の姿で現れる。狙われている本人にしか姿は見えず、死神に触れられればたちまち命を吸い取られてしまう。人間が黒魔術によって死神と契約すれば、奪い取った魂を他人に譲渡することが出来る。
シーズン2エピソード1に登場した時、姿をいろいろな者に変えられる能力があることが判明した。このエピソードにおいて、死神は魂を天界へ導く案内人のような役割をしている。シーズン4にも登場し、嘗て瀕死で肉体を抜け出した魂の状態のディーンを連れていこうとしたテッサという死神と、ディーンが再会し、何故か口づけでディーンの記憶を蘇らせている。
全ての死神の頂点に四騎士の「死」が君臨する。
快楽殺人鬼（human hunting）
殺人衝動が異常に強く、外界との連絡を一切絶ち家族で人間狩りを行なっていた。一旦誘拐し幽閉した対象者を逃がし、それをまた自分達の手でハンティングするという独特な殺人方法を持っていたようである。彼らは種族的にはあくまで人間であるが、本作においては怪物と同等の扱いをなされている稀有な例である。
ダエバ（daeva）
ゾロアスター教において邪視されている悪魔たちの総称。メグが召喚しウィンチェスター一家を殺すために使役した。姿は肉眼では捉えられず、唯一、影だけがその姿を映し出す。狙われた相手はたちまち切り裂かれバラバラにされてしまう。
有効な撃退方法は無いが、影が写っている時、それを打ち消すほどの強い光を放てば、足止めすることは出来る。
タルパ（モーデカイ）
妖怪。
人々の想念によって生まれた化け物。人々が想像したとおりの姿、性質に変化する。劇中では悪戯で廃墟に描かれた紋章がたまたまタルパを呼び出してしまい、架空の怪談が広まったことでモーデカイという斧を持った男の姿で出現した。
岩塩を仕込んだショットガンを数発打ち込んでやっと撃退できるほどに手強く、通常の悪霊とは違って人々の想像で具現化するため、除霊も実質不可能。
シュトリーガ（shtriga）
人間の生命を摂取する妖怪。
特に子供の生命力を好んで吸い取り、子供の頃のサムも襲われたことがある。父の命令に背いて外出してしまったディーンのトラウマになった。普段は他人に怪しまれないよう人間に化けてターゲットを探している。
シュトリーガは不死身であるとされていたが、人間の生命力を吸い取っている最中に清めた鉄の弾丸を撃ち込めば殺すことができる。
吸血鬼（vampire）
人間の生き血を数日かけて吸い取り殺す。もともと人間だったが、吸血鬼によってそれ自身の血を飲まされると同族になってしまう。普段は人間と変わらないが、歯茎の中に鋭い牙を隠している（自由に出し入れすることができ、歯茎を押せば他人でも押し出せる）。
日光や十字架は効果がないが死人の血に弱い。彼らを殺すには首を切り落とすしかない。
悪魔ほどではないが、比較的登場回数が多い怪物であり、作中でもハンターの間ではそれなりにメジャーな存在として描かれている。
彼らのアルファはテレパシー能力を有し、それにより部下たちに指令を出し、統治している。
ラクシャサ（羅刹天/Rakshasa）
古代ヒンドゥー教に伝わる妖怪。20年の周期で人肉を食べるために活動する。招き入れられないと人家に侵入できないため、ピエロの姿に変装して幼児に接近し、友好的な態度を見せて家に入れてもらおうとする。家に入った後は、その子供の両親を食い殺してしまう。子供は襲わないが、単に食料としては小さすぎるため。
倒すには真鍮製のナイフ（もしくは真鍮製の鋭利なもの）が必要。
ゾンビ（zombie）
呪術によって蘇った死者。血の気は失せていること以外、その姿は生前と大差ないが、中身は凶暴になっている。本人の墓場で銀の杭を身体に突き刺すことで退治できる。
シーズン5では、死の騎士の力によって復活させられたものが登場。初期段階は生者の記憶を有し、喜怒哀楽の感情を持つが、その後空腹を感じるようになり、やがて人肉を食らう魔物になる。頭を撃ち抜くことで退治できる。

トリックスター（trickster）
物質を実際に作り出す能力や時間を操る能力を保持し、自らの指針によりその特性を使って人を殺す。人に害をなすが、その名の通り単純な悪者とはいい難いところがある。弱点は木の杭。
作中に登場したトリックスターは世界そのものを構築できるなど、カスティエルでさえ驚愕する力を持っていたが、正体は大天使のガブリエルであった。
人狼（werewolf）
普段は人間であり、人狼に変化した際の記憶が残らない。満月前後の夜において活動し、睡眠などで本人の意識が失われると変異を始め、人間を襲って心臓を喰らう。噛み付くことにより他者を人狼にすることもできる。
倒す方法は心臓に銀の弾丸を撃ちこむこと。
怒りを感じることでも変身し、変身中は理性を失う。
ジン（Djinn）
夢（願いがかなった理想の夢、またはその逆の悪夢）を見せる毒を自在に操り、相手がその夢を見ている間に血を吸う。
姿は人間と大差ないものだが、全身に変化する入れ墨を持つのが特徴の一つ。
退治方法はジンの心臓を羊の血のついた銀のナイフで刺すこと。
チェンジリング（changeling）
「取り換え子」とも呼ばれる。子供をさらって子供そっくりに化けたチェンジリングの子供と入れ替える。入れ替えた子供はどこかに隠しておくらしい。入れ替わったチェンジリングの子供はその家の母親の首筋から骨髄液を吸って食料にする。子供と母親を守る存在の父親を真っ先に殺してから入れ替えを行う。
偽物は鏡に写すと顔が異形になるため、そこで見分けることが出来る。親のチェンジリングを燃やすことで、子供もろとも退治することができる。
ホールド・ニッカー
異教における「冬の祭りの神」。明確なモデルは作中では言及されていない。以前は大勢の信者がおり、年に何百人という生贄を喰らっていたが、キリストの登場によって信仰を失い落ちぶれていた。殺すためには常葉樹で作った杭が必要。これといった異形を持っておらず、人間の夫婦の姿をとっていた。
魔女（witch）
悪魔と魂の契約を結んでいる人間。日本語では「魔女」と呼ばれているが、欧米においては「Witch＝女性」というわけではない（本作でも女性の比率が圧倒的に多いが）。中には黒魔術で老化を抑え込み、何百年も生きていることがある。基本的に黒魔術を使え悪魔の手先である以外は人間。
作中には何度か登場するが、悪魔の手先ではなく自らの意思で生きている者も登場する。
クロコッタ
人間の魂を吸う妖怪。電話会社に潜伏し、故人の声マネをして対象の人間を自殺に追い込むことで獲物を喰らう。
ルーガルー（Rougarou）
生まれてから一定の期間、人間と全く同じように成長・生活するが、ありとあらゆる種類の肉に対して食欲を感じるようになり、最終的には人間の血肉を欲するようになる。一度人間の血肉を摂取してしまうと人間とは別の生き物になる。親から子へ遺伝する。
怪物の姿になってしまってもそれまでと同様に人の言葉を話し家族を思う気持ちも持っている。それでも食欲を抑えることが出来ず葛藤している。
もっとも、作中ではわずかとはいえ「食欲を我慢し続けた」個体もいるとされており、一概にすべてが怪物化してしまうわけではない模様。
火で燃やすことで倒せる。

震々（Buruburu）
鳥山石燕の妖怪画集に見られる妖怪で、人から人へと”感染”し、かかった人間をあらゆるものに恐怖を感じる臆病者へと変貌させる。感染者は最終的に恐怖のあまりショック死してしまう。作中でこれを患ったディーンは子犬を見て逃げ出すほどに臆病になってしまった。
あくまで「幽霊の起こした呪い」のようなものであるため、根本の悪霊を退治すれば消失する。

セイレーン（seiren）
対象の望む姿に変身することができ、唾液から毒を注入することで人を操りその人物の愛するものを殺させていた魔物。その動機は「人を殺すほどの愛を向けられると気分がいい」というものだった。
唾液に含まれる毒はセイレーン自身にも有害であり、セイレーンの体内に唾液の毒を入れることで殺すことができる。
ウィンチェスター兄弟を操り殺し合いをさせるほど強力で知恵が働く。鏡に映る真の姿はミイラのように醜悪。

グール
シーズン4に登場。墓地や霊廟に葬られた死体を盗み出しては喰らう怪物。最後に喰らった人間に化けることができ、作中ではアダムとその母親に化けていた。頭部を破壊することで退治可能。ジョンに退治された人喰い鬼の家族が復讐を狙うも、ディーンとサムに退治された。

レイス
魔物の一種。手首に鋭い棘状の器官を持ち、これを使って獲物の脳を吸い取り捕食する。また、直接肌で触れ合った相手に幻覚を見せる能力を持つ。
銀が弱点であり、触れると肌が焼け爛れる。

地獄の猟犬（hellhound）
作中で何度も登場する地獄の犬。素早い動きで標的を追い詰め、鋭い爪で全身をズタズタに引き裂く。肉眼では視認できないが実体はあり、足音や唸り声なども聞こえる。基本的には赤い目の悪魔と契約し、期限を迎えた人間の魂を回収する役目を担っているが、高位の悪魔が独自に従えている場合もある。その姿を見ることが出来るのは、悪魔と天使、死期が近い者(赤い目の悪魔と契約し、期限が迫っていたディーンなど)だけであり、普通の人間が姿を捉えるには、聖油で焼いたメガネを装着する必要がある。幽霊などと同じように、塩のバリケードで侵入を阻止することができる。
個体によってサイズが異なる模様。専門家と自称するクラウリーが従える個体はかなり大きい。
命令によっては悪魔すら襲うため、恐れられている。

スキンウォーカー
動物などに変身することが出来る魔物。作中では家庭のペットの犬に変身し潜伏。社会を成し時期が来れば家族に噛みつき変異させ同胞をねずみ算式に増やそうとしていた。
弱点は狼人間と同じく銀。

レプラコーン
妖精の一種。その家の長男と妖精が住める場所を提供することを条件に人間の願いを叶える。
作中では宇宙人による拉致に見せかけて町の人間を攫い、自身もまたUFO研究家を名乗って宇宙人説を広めるという隠蔽工作を行っていた。人間の姿をしているが強力な魔術を使う。鉄が弱点だが完全に倒すことはできないため、呪文により封印する必要がある。また、塩や砂糖をばら撒かれると一粒ずつ数えずにはいられないという性質を持つ。

リヴァイアサン
シーズン7に登場。神が人間や天使よりも先に産み出したが、他の産み出した生物達を食らい尽くそうとしたため煉獄を作り封印されていた獣。煉獄の魂を吸収して大幅に力を増したカスティエルの体と意識を徐々に乗っ取って操り始め、儀式により他の魔物の魂が煉獄へと送り返された際にも体内に食らいついたまま現世に留まり、カスティエルの体を操って入り込んだ貯水池で無数の黒い液体に分裂し水道や水場から人間に取り憑いた。
水を介して人間に取り付く以外に皮膚や毛髪からDNAを読み取り姿のみならず記憶や思考も含めた、その人間の全ての情報を得ることで完璧に成りすますことが出来るため人間社会に対しての学習能力・適応能力は非常に高い。銃弾や刃物で受けた傷からは黒い体液を流し、人間を捕食する際などには擬態した人間の口から蛇のような舌と鋭い牙を持った巨大な顎を曝け出す。
銀の銃弾といった魔物に有効な武器はおろか天使や悪魔の力も一切通用せず、不死身に近い生命力を持つ他に素手で体液を流し込んで天使を殺せるなど単体でも非常に強力かつ適応能力の高さと数を活かして擬態した人間の地位や職業を利用した幅広いネットワークを作って暗躍するため魔物としては最強クラスの存在。
劇中の描写や発言などから自身を含めた同族に捕食される以外に完全に滅する方法は無いが唯一ホウ酸を溶かし込んだ液体には弱味を見せ、悪魔に対する聖水の様に皮膚が焼け爛れ怯ませることが出来、首を落として胴体と引き離せば行動不能にはなる。
煉獄の存在ではあるが出自が異なるため自分達以外の種族を人間という『資源』を奪い合う外敵と見なしており、魔物達が崇拝するイヴをアバズレと呼び蔑むなど他の魔物とは明確に思考が異なる。

オオカミ
本来は日本にのみ住む妖怪。
人間を襲い、倒すためには神主に御祓いしてもらった竹の短剣で胸を7回刺す必要がある。

### 猩々
猩々（ショウジョウ）は酔った人のみ見ることが出来る日本酒の精霊。神道で清めた刀で刺すことで退治できる。劇中では日本料理店の店員に呪文を「七福神、人の手によりこれから正当な役目を果たすこの刀を、たたえ、よ～！」と唱えてもらいながらペットボトルの水をかけて刀を清めていた。最終的には床に落ちていた刀を、ボビーの霊がポルターガイストでディーンに渡し、酔ったサムが猩々の場所を伝えることで退治に成功した。

ゴーレム
泥でできた魔物。
銃弾をものともしない程強靭であり、作中に出てきた個体はナチス将校のユダヤ人を使った残忍な人体実験への復讐のためにドイツ軍キャンプに送られた。
人によって造られ、人の命令を聞くが、そのためには自分の名前を書いた巻物をゴーレムの体内に入れておかなければ支配することはできない。ただし、ゴーレムには知能と不安定ながらも感情が存在するため、ゴーレムの旧支配者の息子等何らかのつながりがある場合は支配せずとも命令を聞く。
弱点として前述の巻物が体内から除去されると動かなくなってしまう。

ネフィリム
天使と人間の子孫の半人半天使。
天使と人間が子供をもうけることは禁じられているため現在地球上で一体しかいない。
人間の中から天使を見分けることができる他、天使の攻撃にも耐えることが出来る。
弱点は天使の剣。
ドラゴン
伝説で語り継がれてきた炎を吹く双翼の竜。劇中では本来の姿はシルエットやセリフに登場するに留まりウィンチェスター兄弟の前には人間に化けた姿で現れているが、この状態でも手から高熱を発して攻撃してくるなど限定的に竜の力を使用することが可能。
全ての怪物の母であるイブを復活させるために若い処女を攫っていた。倒すにはドラゴン自身の血液で鍛えた剣（エクスカリバーや聖ジョージの剣など）が必要。

## 用語
EMF探知機
悪魔や悪霊の痕跡を電磁場の変化として探知する。電圧器が近くにあると反応してしまうので効果がない。
ディーンが使っているものは探知すると点滅と音で知らせてくれる。サムが「壊れたウォークマンみたい」と言ったところ、どうやら本当にウォークマンから作ったようである。
聖水
十字架を浸し浄められた水。悪魔祓いの際、悪魔を苦しめる物として使用される。
ウィンチェスター兄弟はペットボトルやスキットルに入れて持ち歩いている。悪魔に憑依された者が触れると強烈な火傷を負う（ただし、アザゼル等の位の高い悪魔には効かない）ので見分けるためにも使用される。
銀の弾丸
他作品にもよく登場する破魔の弾丸。特効薬的な物の代名詞として使用されることがある。
本作において、銀は祝福された物質とされている。
インパラ
本作に登場するウィンチェスター兄弟が運転するシボレー・インパラ。
トランクには魔物退治に必要な様々な武器が詰め込まれている。ディーンがジョンから貰ったもので、ジョン曰くディーンは手入れをしていないらしい。ディーンがフライト恐怖症のため、兄弟はどこに行くにもこのインパラで移動する。シーズン4で過去に戻ったディーンが若かりしジョンに購入を促したことが明らかになる。
塩
塩は邪気を払うことで有名な物質。悪魔や悪霊はその上を跨ぐことができず、一瞬だが吹っ飛ばす効果が得られる。
ウィンチェスター兄弟は対悪霊策に、銃弾を岩塩にして立ち向かっている。
コルト
1800年代のアラモでの攻防の頃、サミュエル・コルトがあるハンターのために製作した回転式拳銃。その銃と同時に新鋳された13発の銀の弾を併用することによって、闇に属するすべての存在を倒すことが出来る。
悪魔退治に使う際、憑依された者の体に弾丸を撃ち込むことで退治できるが、同時に憑依された者の肉体も傷つけてしまうことにもなる（撃ち所によってはその者も殺してしまう）。
8発の銃弾が使われた後失われ、悪魔の手に落ちたと記述する文書やあるハンターが存在しないとする説があったが、ダニエル・エルキンスがいずこかで5発の銃弾と共に手に入れた。
ジョンがディーンを助けるために、自分の命とコルトを引き換えにしたことで一度はアザゼルに奪われるも、シーズン2のラストでジェイクから奪い返す形でディーンの手に戻り、そのままアザゼルを葬った。
弾丸を使い果たした後、ルビーの協力によってコルトがまた使えるようになるが、赤い目の悪魔との取引から逃れたいベラによって盗まれ、クラウリーの手へと渡り、再びウィンチェスター兄弟の元へ。
ディーンがルシファーの額に撃ち込むも殺せなかったことで、ルシファーの口よりコルトでも殺せないものが5つあることが発覚する。
ある計画
各話で断片的に語られる悪魔の計画。サムやその他特定の人間「選ばれし者」が超能力を持っているのはそのためであるらしい。
彼らの幼い時に母親は、天井に磔にされて燃やされるという決まった殺され方をする。シーズン2ではその法則が打ち破られる。大抵の母親は死亡しているが、現存しているケースもある。
シーズン2にてサミュエル・コルトが作った悪魔が入ることのできない巨大なソロモンの輪の中にある地獄の扉を開かせ悪魔の軍を外に出し、「選ばれし者」の誰か1人（黄色い目の悪魔はサムに白羽の矢を立てた）に悪魔の軍を率いさせるための計画と判明する。悪魔の軍を外に出した理由はシーズン4で明らかとなる。
十字路
赤い目の悪魔と出会える場所。
ソロモンの輪
悪魔をソロモンの輪の中に入れ、悪魔封じをするため悪魔祓いをする。悪魔は地獄に送り返され取り憑かれていた人間は開放されるが、ほとんどの人間が悪魔に肉体を酷使されているため死亡する。ワイオミングにコルトが作ったソロモンの輪は教会と鉄道による大掛かりなものである。
パル・サンド
アイザックとタラマが使っていた、ペルーで採れる聖なる木をけずった杭。
聖水と同様の効果があり、憑依された人間をこれで磔にして退治する。
呪い袋
魔女が使うもので、必要な材料に黒魔術を施した形で効力を発揮する小袋。
ルビーがウィンチェスター兄弟を他の悪魔に見つからないようにするために渡したり、サーウィンを復活させるのに必要な生贄を捧げるために魔女が標的の屋内に仕込んだりと、いろいろな用途や使い方がある。
ルビーのナイフ
ルビーがいずこかで手に入れた、刀身部分に退魔の意味らしき文字が刻まれている"悪魔を殺せるナイフ"。
悪魔に憑依された者の体に突き刺すことで退治できる便利な武器だが、コルト同様、憑依された者の肉体も傷つけてしまうことにもなる（刺し所によってはその者も殺してしまう）。
リリスに挑む際にルビーから奪って以降、盗まれたコルトに代わってウィンチェスター兄弟にとっての悪魔退治の定番武器となる。しかし、アラステア等の中級レベルの悪魔には急所に刺さなければ退治は出来ず、更にアバドンといったルシファーの側近級の強大な悪魔には動きを一瞬だけ止める程度で倒すことはできない。
悪魔の血
サムを初めとする選ばれし者達が生後6ヶ月目にアザゼルによって飲まされた、悪魔に憑依されている状態の人間の生き血。
覚醒したサムにとっては栄養剤的存在であり、念力（悪魔封じ）を使い続ける上では必要不可欠なもの。大量に摂取すればする程に念力のレベルがアップするようで、ルシファーの配下の悪魔を手をかざすことなく一瞬で葬ってしまう程。
途中で摂取することをやめてしまうと、麻薬中毒者のような依存症となり、幾度か断つことを決意したサムの身心を大いに苦しめた。
パニックルーム
ボビーが自宅の地下に作った鉄と塩でコーティングされた場所。悪魔や悪霊は入ることはできず、また逆に出ることもできないので閉じ込めるためにも使える。
悪魔に憑依された者の血を飲んだサムを閉じ込め、血抜きの場として幾度か使われた。
血文字
自らの血で描き、その血文字に掌を押し付けることで、天使を強制的にその場からいずこかへ消しさることができる。
器（うつわ）
人間界で天使が憑依する人間の呼称。
悪魔と違い、天使が好き勝手に人間に憑依することはできず、その際は人間側の同意が必要となる。
カスティエル曰く、天使と器は例えれば電話回線のようなもので常に繋がっているとのこと。
天使の恩寵
天使が天使たるために必要なものですべての天使に備わっている。
これが体内から除かれた場合、天使としての力を喪失し、人間同然になってしまう。
魔除けのペンダント
幼い頃、サムがボビーからもったもので、ジョンのクリスマスプレゼントとして用意していたが、約束を破ったことで代わりにディーンに渡し、以降、ディーンが常に首からさげているペンダント。
非常に強力なもので、神が近くにいると熱を発し探知機にもなる（サム曰く"神専用のEMF"）ことが、カスティエルによって明らかになった（実際の効力は未だ不明）。
ルシファー復活後に、神を捜し求めるカスティエルが必要だと頼み込んできたことで、一時的にディーンが貸したが、兄弟が天国へ行った際に、ジョセフからこのペンダントも神を探すのには役に立たないと言われたため、カスティエルからディーンに返される。さらに、天国でサムにとっての幸福は家族から離れることであったと知ったディーンは、かつてサムからもらったペンダントを、モーテルのゴミ箱に捨てた。このペンダントはシーズン11で再び登場して光を放つことになる。
クロアトアン・ウイルス（croatoan virus）
その存在はシーズン2でも端的に提示されていたが、シーズン5で製造された理由などの全容が明らかになる。
作中でルシファーが地上から人間を根絶やしにするために使用する最終兵器の一つと言われている。
その正体は悪魔によって人工的に作られたウイルスで、その効力は感染した人間の理性を破壊し凶暴化させる。
悪魔の血を材料としているらしく、それを取り込み擬似的な悪魔を作り出すのは若干だがサムの超能力と共通している部分がある。
空気感染はせず、感染するには注射や傷口からなど直接的な接触が必要となる。
治療法が存在せず、感染すれば最後は殺してしまうしか救いの道は無い。悪魔や、超能力等既に悪魔と何らかの繋がりを持っている人物には効果は無い。
騎士の指輪
シーズン5より登場。ルシファーが呼び出した地獄の騎士達がつけている指輪。
騎士達が個々の能力を使うために必要なもので、見た目は結婚指輪のようなものから派手な物まで四つあり、全て集めて呪文を唱えることで、ルシファーが閉じ込められていた檻の扉を開くことが出来る。
聖油
標的を中心にサークル上にまき、火を点けることで聖炎を焚くことができる。
この油で燃え上がった聖炎は、ラファエルやガブリエル等の大天使さえ一方的に閉じ込めることができ、また触れれば死んでしまうとのこと。
抜け殻となった器からその天使と連絡を取ったりと、儀式にも使えるようである。
聖炎で閉じ込められたカスティエルが脱出する際、下敷きとされたメグが悲鳴を上げていたことから、聖炎は（程度のレベルは不明だが）悪魔にも有効な模様。
聖炎はダークネスのウイルスを治せる。
死神の鎌
シーズン4より登場。アラステアが封印を破る目的で死神を殺すのに使った。シーズン5では地獄の騎士「死」の持っている指輪を奪うためにクラウリーがディーンに持たせた。
悪魔や魔物はもちろん、天使や騎士をも殺すことができると言われているが、真偽は定かではない。よく描かれている身の丈を超えるような大鎌ではなく、錆びた草刈り用の鎌のような形をしている。
天使の剣（つるぎ）
シーズン4より登場。天使が持つ天使をも殺すことができる武器。
綺麗な光沢があり、片手で扱うため短く(サバイバルナイフぐらい)、槍のような刃先をしている。
人間でも使うことができるらしく、ディーンがこれでザカリアを刺し殺した。
剣を加工して対天使用の銃弾を造ることもできる。
煉獄
地獄と天国とは別の空間で魔物、怪物が死ぬと魂がいく場所。
怪物たちの母であるマザー（イブ）も本来はここにいた。
煉獄へと通じる扉はイブなど一部のものしか分からず、カスティエルとクラウリーが手つかずの膨大な魂を求めて場所を探していた。
人間が何らかの理由で入ってしまった場合、煉獄にとっては人間は異物で排除すべき対象のため、人間用の脱出口が煉獄のどこかに開くことになる。
地獄と隣合わせになっていて地獄の入口がある。
モーゼの杖
天界の武器。
バルサザールによって盗み出され、ルシファー無きあとの内戦状態の天界の混乱を収めようとカスティエルが行方を捜している武器の一つでもある。
実際、劇中に出たのは杖ではなく、バルサザールによって切り分けられた一部だったので、一見ただの棒切れだった。
石版（タブレット）
シーズン7より登場
神の言葉を書記の天使メタトロンが書き写したもの。
天使でさえも意味を理解することが出来ず、預言者といわれる選ばれた人間のみ解読できる。
リヴァイアサンタブレット、デーモンタブレット、エンジェルタブレットなどが存在し、どれもがその存在の存立に重大な影響を及ぼす内容になっている。
シーズン9でメタトロンが神の石板があることを明かした。
地獄の門
悪魔が地獄から地上に来る際に通る門。
門は各所に存在し、ある門を閉じるだけではそこからの悪魔の侵入を食い止められるだけであるが、地獄の試練を達成するとすべての門を閉じることができ悪魔を地獄に封印できる。
地獄の試練
神が地獄の門を閉じようとする者に課す試練。
第一の試練（地獄の猟犬を殺しその血を浴びる）、第二の試練（無辜の魂を地獄から救済し天国に送る）、第三の試練（悪魔の浄化）のすべてを達成した者が門を閉じることが出来る。
ただし、全てを達成し門を閉じた時点で試練の実行者は死ぬこととなる。
カインの刻印
人殺しの元祖 カインの腕に刻まれている刻印。
刻まれた者は殺人衝動に駆られ殺さないと血を吐いて苦しむ。
刻印を刻まれた者は死ぬと悪魔になる。刻印は元々、ダークネスを封じる鍵と錠前の役割を果たすために作られたが、刻まれた者は堕落してしまう。
最初にルシファーが神の命により刻印を刻み堕落し、カイン→ディーンへと受け継がれた。
原始の剣
カインがアベルを殺すのに使った下顎の骨で作った剣。
この世のすべてのモノを殺せる剣。ただし、刻印を刻まれた者でないと効力はない。
神の手
神の力の宿った伝説的な古代の遺物。契約の箱の木片、アロンの杖、ヨシュアの角笛など。神の強力なパワーと破壊力を秘めるため、ダークネスを倒すために用いられるはずだったが、一度使用してしまうと効力を失う乾電池のような使い捨ての武器で、結局その目的は果たせなかった。

## 音楽
「Carry On Wayward Son」 - カンサス
予告映像や毎シーズン最終話の導入部分などに使われるなど、スーパーナチュラルを代表する一曲になっている。
アニメでは高尾直樹、大嶋吾郎によるカバーがエンディングに使用されている。

## エピソード一覧
| シーズン | シーズン | エピソード | 米国での放送日                 | 米国での放送日                 |
| シーズン | シーズン | エピソード | 初回                           | 最終回                         |
| -------- | -------- | ---------- | ------------------------------ | ------------------------------ |
|          | 1        | 22         | 2005年9月13日                  | 2006年5月4日                   |
|          | 2        | 22         | 2006年9月28日                  | 2007年5月17日                  |
|          | 3        | 16         | 2007年10月4日                  | 2008年5月15日                  |
|          | 4        | 22         | 2008年9月18日                  | 2009年5月14日                  |
|          | 5        | 22         | 2009年9月10日                  | 2010年5月13日                  |
|          | 6        | 22         | 2010年9月24日                  | 2011年5月20日                  |
|          | 7        | 23         | 2011年9月23日                  | 2012年5月18日                  |
|          | 8        | 23         | 2012年10月3日                  | 2013年5月15日                  |
|          | 9        | 23         | 2013年10月8日                  | 2014年5月20日                  |
|          | 10       | 23         | 2014年10月7日                  | 2015年5月20日                  |
|          | 11       | 23         | 2015年10月7日                  | 2016年5月25日                  |
|          | 12       | 23         | 2016年10月13日                 | 2017年5月18日                  |
|          | 13       | 23         | 2017年10月12日                 | 2018年5月17日                  |
|          | 14       | 20         | 2018年10月11日                 | 2019年4月25日                  |
|          | 15       | 20         | 2019年10月10日                 | 2020年11月19日                 |
| トータル | トータル | 327        | 2005年9月13日 – 2020年11月19日 | 2005年9月13日 – 2020年11月19日 |

## リリース

### DVD/BD

#### 日本盤
ファースト・シーズン、セカンド・シーズンの日本語吹き替えはサム・ウィンチェスターを成宮寛貴、ディーン・ウィンチェスターを井上聡が担当した。サード・シーズンからはサム・ウィンチェスターは内田夕夜、ディーン・ウィンチェスターは東地宏樹に変更された。なお、ブルーレイにはファースト・シーズン、セカンド・シーズン共に日本語吹き替えは2種類収録されている。

##### セル
- ファースト・シーズン
  - 2006年10月20日 SUPERNATURAL vol.1 第1話 – 第3話収録
  - 2006年11月23日 SUPERNATURAL DVD コレクターズBOX1 vol.2–05 第04話–第11話収録
  - 2006年12月15日 SUPERNATURAL DVD コレクターズBOX2 vol.6–10 第12話–第22話収録
  - 2007年08月10日 SUPERNATURAL 1st セット1 vol.1–05 第01話–第11話収録
  - 2007年08月10日 SUPERNATURAL 2nd セット2 vol.6–10 第12話–第22話収録
  - 2008年08月06日 SUPERNATURAL セット1 vol.1–05 第01話–第11話収録
  - 2008年08月06日 SUPERNATURAL セット2 vol.6–10 第12話–第22話収録
  - 2010年06月16日 SUPERNATURAL ブルーレイ　コンプリートBOX 第1話-第22話収録
  - 2012年12月05日 SUPERNATURAL ブルーレイ　コンプリート・セット 第1話-第22話収録
- セカンド・シーズン
  - 2007年08月10日 SUPERNATURAL S2 vol.1 第1話–第3話収録
  - 2007年09月07日 SUPERNATURAL S2 DVD コレクターズBOX1 vol.2–05 第04話–第11話収録
  - 2007年09月21日 SUPERNATURAL S2 DVD コレクターズBOX2 vol.6–10 第12話–第22話収録
  - 2008年08月06日 SUPERNATURAL S2 セット1 vol.1–05 第01話–第11話収録
  - 2008年08月06日 SUPERNATURAL S2 セット2 vol.6–10 第12話–第22話収録
  - 2010年10月20日 SUPERNATURAL S2 ブルーレイ　コンプリートBOX 第1話-第22話収録
  - 2012年12月05日 SUPERNATURAL S2 ブルーレイ　コンプリート・セット 第1話-第22話収録
- サード・シーズン
  - 2008年10月08日 SUPERNATURAL S3 DVD コレクターズBOX1 vol.1–4 第1話–第08話収録
  - 2008年10月22日 SUPERNATURAL S3 DVD コレクターズBOX2 vol.5–8 第9話–第16話収録
  - 2010年10月06日 SUPERNATURAL S3 セット1 vol.1–04 第01話–第08話収録
  - 2010年10月06日 SUPERNATURAL S3 セット2 vol.5–08 第09話–第16話収録
  - 2010年10月20日 SUPERNATURAL S3 ブルーレイ コンプリートBOX 第1話–第16話収録
  - 2012年12月05日 SUPERNATURAL S3 ブルーレイ　コンプリート・セット 第1話-第16話収録
- フォース・シーズン
  - 2009年10月21日 SUPERNATURAL S4 DVD コンプリートBOX 第1話–第22話収録
  - 2011年09月07日 SUPERNATURAL S4 セット1 vol.1–06 第01話–第12話収録
  - 2011年09月07日 SUPERNATURAL S4 セット2 vol.7–11 第13話–第22話収録
  - 2010年10月20日 SUPERNATURAL S4 ブルーレイ　コンプリートBOX 第1話-第22話収録
  - 2012年12月05日 SUPERNATURAL S4 ブルーレイ　コンプリート・セット 第1話-第22話収録
- フィフス・シーズン
  - 2010年10月20日 SUPERNATURAL S5 DVD コンプリートBOX 第1話–第22話収録
  - 2011年09月07日 SUPERNATURAL S5 セット1 vol.1–06 第01話–第12話収録
  - 2011年09月07日 SUPERNATURAL S5 セット2 vol.7–11 第13話–第22話収録
  - 2010年10月20日 SUPERNATURAL S5 ブルーレイ コンプリートBOX 第1話–第22話収録
  - 2012年12月05日 SUPERNATURAL S5 ブルーレイ　コンプリート・セット 第1話-第22話収録
- シックス・シーズン
  - 2011年09月07日 SUPERNATURAL S6 DVD　コンプリートBOX  第1話-第22話収録
  - 2012年09月12日 SUPERNATURAL S6 セット1 vol.1–06 第01話–第12話収録
  - 2012年09月12日 SUPERNATURAL S6 セット2 vol.7–11 第13話–第22話収録
  - 2011年09月07日 SUPERNATURAL S6 ブルーレイ　コンプリートBOX 第1話-第22話収録
  - 2013年08月07日 SUPERNATURAL S6 ブルーレイ　コンプリート・セット 第1話-第22話収録
- セブンス・シーズン
  - 2012年09月12日 SUPERNATURAL S7 DVD　コンプリートBOX 第1話-第23話収録
  - 2014年09月19日 SUPERNATURAL S7 セット1 vol.1–06 第01話–第13話収録
  - 2014年09月19日 SUPERNATURAL S7 セット2 vol.7–12 第14話–第23話収録
  - 2012年09月12日 SUPERNATURAL S7 ブルーレイ　コンプリートBOX 第1話-第23話収録
  - 2014年09月19日 SUPERNATURAL S7 ブルーレイ　コンプリート・セット 第1話-第23話収録
- エイト・シーズン
  - 2013年09月11日 SUPERNATURAL S8 DVD　コンプリートBOX 第1話-第23話収録
  - 2015年10月07日 SUPERNATURAL S8 セット1 vol.1–06 第01話–第13話収録
  - 2015年10月07日 SUPERNATURAL S8 セット2 vol.7–12 第13話–第23話収録
  - 2013年09月11日 SUPERNATURAL S8 ブルーレイ　コンプリートBOX 第1話-第23話収録
  - 2015年10月07日 SUPERNATURAL S8 ブルーレイ　コンプリート・セット 第1話-第23話収録
- ナイン・シーズン
  - 2014年09月19日 SUPERNATURAL S9 DVD　コンプリートBOX 第1話-第23話収録
  - 2015年10月07日 SUPERNATURAL S9 セット1 vol.1–06 第01話–第13話収録
  - 2015年10月07日 SUPERNATURAL S9 セット2 vol.7–12 第14話–第23話収録
  - 2014年09月19日 SUPERNATURAL S9 ブルーレイ　コンプリートBOX 第1話-第23話収録
  - 2016年09月16日 SUPERNATURAL S9 ブルーレイ　コンプリート・セット 第1話-第23話収録
- テン・シーズン
  - 2015年10月07日 SUPERNATURAL S10 DVD コンプリートBOX 第1話–第23話収録
  - 2016年09月16日 SUPERNATURAL S10 セット1 vol.1–06 第01話–第13話収録
  - 2016年09月16日 SUPERNATURAL S10 セット2 vol.7–12 第14話–第23話収録
  - 2015年10月07日 SUPERNATURAL S10 ブルーレイ コンプリートBOX 第1話–第23話収録
- イレブン・シーズン
  - 2016年09月16日 SUPERNATURAL S11 DVD コンプリートBOX 第1話–第23話収録
  - 2016年09月16日 SUPERNATURAL S11 ブルーレイ コンプリートBOX 第1話–第23話収録
- トゥエルブ・シーズン
  - 2017年09月13日 SUPERNATURAL S12 DVD コンプリートBOX 第1話–第23話収録
  - 2017年09月13日 SUPERNATURAL S12 ブルーレイ コンプリートBOX 第1話–第23話収録

##### レンタル
- ファースト・シーズン（DVD）
  - 2006年10月20日 vol.01–03
  - 2006年11月03日 vol.04–06
  - 2006年11月23日 vol.07–09
  - 2006年12月15日 vol.10–11
- セカンド・シーズン（DVD）
  - 2007年08月10日 vol.01–03
  - 2007年08月24日 vol.04–06
  - 2007年09月07日 vol.07–09
  - 2007年09月21日 vol.10–11
- サード・シーズン（DVD）
  - 2008年09月25日 vol.01–03
  - 2008年10月08日 vol.04–06
  - 2008年10月22日 vol.07–08
- フォース・シーズン（DVD）
  - 2009年09月09日 vol.01–03
  - 2009年09月16日 vol.04–06
  - 2009年10月07日 vol.07–09
  - 2009年10月21日 vol.10–11
- フィフス・シーズン（DVD&Blu-ray）
  - 2010年09月08日 vol.01–03
  - 2010年09月22日 vol.04–06
  - 2010年10月06日 vol.07–09
  - 2010年10月20日 vol.10–11
- シックス・シーズン（DVD）
  - 2011年09月07日 vol.01–03
  - 2011年09月21日 vol.04–06
  - 2011年10月05日 vol.07–09
  - 2011年10月19日 vol.10–11

#### 北米盤
- シックス・シーズンまでの各シーズンBOXセットが発売中。
- セブンス・シーズンBOXセットは、2012年9月18日発売。

### 書籍

#### ノベライズ
竹書房より発売。ファースト・シーズンのみ全3巻。訳 佐野晶
- 2007年04月19日 SUPENATURAL スーパーナチュラル VOL.1
- 2007年05月10日 SUPENATURAL スーパーナチュラル VOL.2
- 2007年05月24日 SUPENATURAL スーパーナチュラル VOL.3

#### オフィシャルブック
AC Booksより発売。訳　藤田佳奈子
- 2008年11月20日　オフィシャルエピソードガイドブック シーズン1
- 2009年01月20日　オフィシャルエピソードガイドブック シーズン2
- 2009年06月30日　オフィシャルエピソードガイドブック シーズン3

### ゲーム
Mobageより配信。バタフライと、ワーナー・ホーム・ビデオ&デジタル・ディストリビューションによる提供。
- 2011年09月07日 スーパーナチュラル/悪霊ハンター
- 2011年12月20日 スーパーナチュラル/悪霊ハンター（スマートフォン版Mobage）

## アニメーション
『SUPERNATURAL: THE ANIMATION』（スーパーナチュラル ジ アニメーション）と題するOVAシリーズが、日本のマッドハウスによって製作されている。テレビドラマ版のリメイク・エピソードだけでなく、コミック版に基づくものやアニメ用のオリジナル・ストーリーもある（#エピソードリスト（アニメ）を参照）。
日本では2011年2月23日よりリリース開始。これに合わせ、2011年1月1日にBS11デジタルにて特別番組が独占放送された。2011年2月9日よりワーナー・オンデマンドにて第1話が期間限定で無料配信。2011年10月7日よりアニメ専門有料チャンネルのアニマックス（CS/BS放送）にて毎週1話ずつの全話放送が開始。
日本国外では『Supernatural: The Anime Series』という英題が使用されている。アメリカでは、2011年7月26日に北米盤DVD・Blu-rayボックスが発売され、同時にオンデマンド放送と有料ダウンロードも開始（北米の公式サイト）。それに先立ち、7月初旬にAnime Expoで、同20日にコミコン・インターナショナルの前夜祭イベント（Preview Night）で、それぞれ試写が行われた。#リリース（アニメ）も参照。

### キャスト（アニメ）
- ディーン・ウィンチェスター - 東地宏樹（少年時代 - 阿部敦）
- サム・ウィンチェスター - 内田夕夜（少年時代 - 津村まこと）
- ジョン・ウィンチェスター - 土師孝也
- メアリー・ウィンチェスター - 安藤麻吹
- ジェシカ・ムーア - 園崎未恵
- ボビー・シンガー - 谷口節
- ミズーリ・モズリー - 田村聖子
- メグ・マスターズ - 水樹奈々
- アザゼル - 内田直哉
- 謎の美女 - 榊原良子
- ジェイク - 三木眞一郎
- 各話ゲストキャラクターは#エピソードリスト（アニメ）の欄に記載。

### スタッフ（アニメ）
- エグゼクティブ・プロデューサー - 丸山正雄
- 監督 - 宮繁之、いしづかあつこ
- シリーズ構成 - 高山直也
- キャラクター原案 - 宮繁之
- キャラクターデザイン・総作画監督 - 吉松孝博
- プロップデザイン - 木村雅広
- 美術監督 - 舘藤健一
- 色彩設計 - 堀川佳典
- 撮影監督 - 棚田耕平
- 編集 - 木村佳史子
- 音響監督 - 本田保則
- 音楽 - 村井秀清、Mark Ishikawa
- 音楽プロデューサー - 岡田こずえ
- アニメーションプロデューサー - 中本健二
- プロデューサー - 原史倫
- アニメーション制作 - マッドハウス
- 製作・著作 - ワーナー・ホーム・ビデオ

### 主題歌（アニメ）
エンディングテーマ
「In My Head」
作詞：玉井健二、金丸佳史 / 作曲：チョン・ヨンファ / 編曲：玉井健二、百田留衣 / 歌 - CNBLUE
「Carry On My Wayward Son」
作詞・作曲 - Kerry A. Livgren / 編曲 - Mark Ishikawa / 歌 - 高尾直樹、大嶋吾郎
カンサスが1976年のアルバム「永遠の序曲」で発表した同名曲（邦題は「伝承」）のカヴァー。en:Carry On Wayward Sonも参照。

### エピソードリスト（アニメ）
| 話数   | サブタイトル                                           | 監督           | 脚本              | 絵コンテ                | 演出           | 作画監督          | ゲスト | 原作エピソード     |
| ------ | ------------------------------------------------------ | -------------- | ----------------- | ----------------------- | -------------- | ----------------- | --- | ------------------ |
| 第1話  | もう一人の自分 -THE ALTER EGO-                         | 宮繁之         | 高山直也          | 宮繁之                  | いしづかあつこ | 吉松孝博 吉田大輔 | キャサリン・ボイル - 根谷美智子 ザック・エバンス - 安井邦彦 アマンダ・エバンス - 鵜飼るみ子                       | シーズン1 第6話    |
| 第2話  | 死へのドライブ -ROADKILL-                              | いしづかあつこ | 高山直也          | いしづかあつこ          | 渡邉こと乃     | 金錦樹            | モリー - 氷上恭子 デビッド - 中原茂 ジョナ・グリーリー - 金光宣明 マリオン・グリーリー - 滝佳保子                 | シーズン2 第16話   |
| 第3話  | 始まりの場所 -HOME-                                    | いしづかあつこ | 高山直也          | 中村亮介                | 牧野吉高       | 斉藤圭太 篠原隆   | ジェニー - 篠原恵美 サリー - 洞内愛 リッチー - 宮川美保                                                           | シーズン1 第9話    |
| 第4話  | ハイウェイの亡霊 -GHOST ON THE HIGHWAY-                | 宮繁之         | 稲本達郎          | 宮繁之                  | 若林漢二       | 三好和也          | ロッド署長 - 相沢正輝 マイケル副署長 - 井上倫宏                                                                   | アニメ・オリジナル |
| 第5話  | 野獣の血 -SAVAGE BLOOD-                                | 宮繁之         | 森山あけみ        | 宮繁之                  | 則座誠         | 菅井翔            | ライアン - 浪川大輔 ジェイソン - 有本欽隆 ゲイル - 西村知道 ミランダ - 永木貴依子 チャーリー - 森田成一           | アニメ・オリジナル |
| 第6話  | 血まみれメアリー -TILL DEATH DO US PART-               | いしづかあつこ | 高山直也          | 浅香守生                | 田中智也       | 小山知洋          | リサ - 渡辺明乃                                                                                                   | アニメ・オリジナル |
| 第7話  | 悪魔の誘惑 -TEMPTATION OF THE DEMON-                   | いしづかあつこ | 高山直也          | 浅香守生 いしづかあつこ | 細川ヒデキ     | 吉田大輔          | マリア・マスターズ - 津田匠子                                                                                     | アニメ・オリジナル |
| 第8話  | 永遠の愛 -EVERLASTING LOVE-                            | 宮繁之         | 松枝佳紀 高山直也 | 小島正幸                | 安川勝         | 深町明良          | リチャード・サリバン - 堀勝之祐 アビゲイル・サリバン - 日髙のり子 サンチェス警部 - 宝亀克寿 ナンシー - 河原木志穂 | アニメ・オリジナル |
| 第9話  | ベガスの神様 -THE SPIRIT OF VEGAS-                     | いしづかあつこ | 宍戸義孝          | 西田正義 増原光幸       | 牧野吉高       | 中村路之将        | カティ - 山像かおり アドルフ - 菅生隆之 オーラン - 仲木隆司 貧乏神 - 麻生智久                                     | アニメ・オリジナル |
| 第10話 | 月光 -MOONLIGHT-                                       | いしづかあつこ | 稲本達郎          | 浜崎博嗣                | 渡邉こと乃     | 金錦樹            | マディソン - 桑島法子                                                                                             | シーズン2 第17話   |
| 第11話 | 悪夢ふたたび -NIGHTMARE-                               | いしづかあつこ | 川嶋澄乃          | 渡邉こと乃              | 則座誠         | 菅井翔            | マックス・ミラー - 吉野裕行 ジム・ミラー - 田中正彦 ミラー夫人 - 石塚理恵                                         | シーズン1 第14話   |
| 第12話 | 孤独な戦士 -DARKNESS CALLING-                          | 宮繁之         | 宍戸義孝          | 宮繁之                  | 若林漢二       | 三好和也          | 美女〈アザゼル〉 - 榊原良子 リリー・ベイカー - 能登麻美子 グレイ・ベイカー - 家中宏 グレイの妻 - 武田華           | アニメ・オリジナル |
| 第13話 | 水に棲むもの -WHAT LIVES IN THE LAKE-                  | 宮繁之         | 高山直也          | Park Byung-san          | Park Byung-san | Kwon Youn-hee     | エド - 清川元夢 スティーヴ - 稲葉実 キム - 鹿野優以 エリック - 花輪英司                                           | アニメ・オリジナル |
| 第14話 | 再会 -REUNION-                                         | 宮繁之         | 森山あけみ        | 神志那弘志              | 田中智也       | 小山知洋          | ライアン - 浪川大輔 ゲイル - 西村知道                                                                             | シーズン1 第20話   |
| 第15話 | 悪魔の罠 -DEVIL'S TRAP-                                | いしづかあつこ | 稲本達郎          | 小島正幸                | 細川ヒデキ     | 吉田大輔          | | シーズン1 第22話   |
| 第16話 | 別れ -IN MY TIME OF DYING-                             | いしづかあつこ | 川嶋澄乃          | 小島正幸                | 渡邉こと乃     | 金錦樹            | テッサ - 遠藤綾                                                                                                   | シーズン2 第1話    |
| 第17話 | 陽が昇る場所 -RISING SON-                              | 宮繁之         | 宍戸義孝          | 宮繁之                  | 牧野吉高       | 中村路之将        | ライル - 朴璐美 アンダーソン - 沢木郁也                                                                           | アニメ・オリジナル |
| 第18話 | 地獄の猟犬 -CROSSROAD-                                 | いしづかあつこ | 松枝佳紀          | 浅香守生                | 則座誠         | 菅井翔            | エヴァン - 田中秀幸 十字路の悪魔 - 勝生真沙子 テッド - 飛田展男                                                   | シーズン2 第8話    |
| 第19話 | 臆病者 -LOSER-                                         | 宮繁之         | 稲本達郎          | 芦野芳晴                | 田中智也       | 小山知洋          | タイロン - 森川智之 ダニー - 阪口大助 デボラ - さとうあい リン - 高口幸子                                         | アニメ・オリジナル |
| 第20話 | もうひとつの世界 -WHAT IS AND WHAT SHOULD NEVER BE-    | いしづかあつこ | 川嶋澄乃          | いしづかあつこ          | いしづかあつこ | 吉田大輔          | カーメン - 松井菜桜子                                                                                             | シーズン2 第20話   |
| 第21話 | 選ばれし者たち（前編） -ALL HELL BREAKS LOOSE, PART 1- | 宮繁之         | 高山直也          | 宮繁之                  | 細川ヒデキ     | 三好和也          | エヴァ - 岡村明美 アンディ - GACKT                                                                                | シーズン2 第21話   |
| 第22話 | 選ばれし者たち（後編） -ALL HELL BREAKS LOOSE, PART 2- | 宮繁之         | 高山直也          | 宮繁之                  | 宮繁之         | 吉松孝博 金錦樹   | | シーズン2 第22話   |

### リリース（アニメ）

#### 日本盤（アニメ）
セル
- ファースト・シーズン
  - 2011年2月23日 SUPERNATURAL: THE ANIMATION Vol.1 第1話 - 第2話収録
  - 2011年3月9日 SUPERNATURAL: THE ANIMATION コレクターズBOX1 第3話 - 第12話収録
  - 2011年4月27日 SUPERNATURAL: THE ANIMATION コレクターズBOX2 第13話 - 第22話収録

レンタル
- ファースト・シーズン
  - 2011年2月23日 Vol.1 - Vol.3 第1話 - 第6話収録
  - 2011年3月9日 Vol.4 - Vol.6 第7話 - 第12話収録
  - 2011年3月30日 Vol.7 - Vol.9 第13話 - 第18話収録
  - 2011年4月27日 Vol.10 - Vol.11 第19話 - 第22話収録

#### 北米盤（アニメ）
ファースト・シーズン全22話を収録した北米盤BOX（DVD・Blu-ray）が2011年7月26日に発売された。英語音声トラックでは、ジャレッド・パダレッキが全22話でサムの声を担当。一方、ジェンセン・アクレス（ディーン役）は、スケジュールの都合により、第21話と第22話にのみ参加している。

##### 北米盤（アニメ）の収録内容
北米盤『Supernatural: The Anime Series』シーズン1ボックス（DVD・Blu-ray）の収録内容は以下のようになっている。
本編 (全22話)
- 音声：日本語（Dolby 2.0）、英語（DTS-HD Master Audio 5.1）
  - 英語音声キャスト
    - ディーン・ウィンチェスター - Andrew Farrar（第1 - 20話）、ジェンセン・アクレス（第21 - 22話）
    - サム・ウィンチェスター - ジャレッド・パダレッキ（第1 - 22話）

- 字幕：英語（聴覚障害者対応）、フランス語、スペイン語、中国語（繁体字）、タイ語

特典映像
The Making of SupernaturalThe Anime Series 2-Part Featurette
メイキング映像は Part 1 と Part 2 を合わせて約69分で、その大部分は日本語音声に英語字幕という構成になっている。
Interviews with Jared Padalecki, Jensen Ackles, Series Creator Eric Kripke, Directors Shigeyuki Miya and Atsuko Ishizuka and Voice Actors Hiroki Touchi and Yuuya Uchida
- エリック・クリプキ
- ジェンセン・アクレス & ジャレッド・パダレッキ
- ジェンセン・アクレス
- ジャレッド・パダレッキ
- 宮繁之 & いしづかあつこ
- 東地宏樹
- 内田夕夜

以上7本（順不同、合計約98分）。
Episode Introductions by Jared Padalecki and Jensen Ackles
ジェンセン・アクレスとジャレッド・パダレッキが各エピソードを簡単に紹介（アニメ用のオリジナル・ストーリーなのか、あるいは実写ドラマ版かコミック版のリメイクなのか、など）。各話につき約15秒（第1話と第22話の分のみ、30秒以上）。
Trailers and TV Spots
日本語版の予告編が3本（合計約1分）。

### テレビ放送（アニメ）
| 放送地域   | 放送局       | 放送期間                     | 放送日時           | 放送系列               | 備考                             |
| ---------- | ------------ | ---------------------------- | ------------------ | ---------------------- | -------------------------------- |
| 日本全域   | BS11         | 2011年1月1日                 | 土曜 24:30 - 25:00 | 独立系BSデジタル放送局 | ※BD/DVD発売記念特番 『ANIME+』枠 |
| 関東広域圏 | 日本テレビ   | 2011年10月4日 - 12月13日     | 火曜 26:29 - 27:24 | 日本テレビ系列         | 2話連続放送                      |
| 日本全域   | アニマックス | 2011年10月7日 - 2012年3月9日 | 金曜 22:00 - 22:30 | 独立系CS/BS放送        | リピートあり                     |